# الشريعة والحياة
الشريعة والحياة برنامج ديني أسبوعي تعرضه قناة الجزيرة كان يستضيف عادة الشيخ الدكتور يوسف القرضاوي ويناقش مواضيع شتى منها التربوية، الاجتماعية، السياسية، الاقتصادية وفقا للفقه الإسلامي، ويلتقي كذلك بالعديد من العلماء والمفكرين المسلمين .
وقد تعاقب على تقديمه بالترتيب الزمني كل من:
- أحمد منصور
- ماهر عبد الله
- خديجة بن قنة
- عبد الصمد ناصر
- عثمان عثمان[1]